# 十八里镇 (亳州市)
十八里镇，是中华人民共和国安徽省亳州市谯城区下辖的一个乡镇级行政单位。

## 行政区划
十八里镇下辖以下地区：
十八里村、马营村、于集村、徐寨村、侯桥村、蒋李村、孙口村、小怀村、希夷新村、羊庙村和洪庄村。